# Público (album)
Pour les articles homonymes, voir Público.
 (novembre 2023).
Público est le cinquième album d'Adriana Calcanhotto, sorti en 2000. Il a été enregistré en public.
Albums de Adriana Calcanhotto
Maritmo
(1998) Cantada
(2002)

## Liste des chansons
1. E o Mundo Não Se Acabou
2. Mais Feliz
3. Clandestino (reprise de Manu Chao)
4. Uns Versos
5. Devolva-me
6. Remix Século XX
7. O Outro
8. Vambora
9. Vamos Comer Caetano
10. Esquadros
11. Cariocas
12. Medo de Amar nº 3
13. Maresia
14. Dona de Castelo (bonus track)
15. Remix Século XX, O Remix (bonus track)